# Liparis adamsii
Liparis adamsii là một loài thực vật có hoa trong họ Lan. Loài này được Proctor mô tả khoa học đầu tiên năm 1982.